# Taradell
Taradell es un municipio y localidad española de la provincia de Barcelona, en la comunidad autónoma de Cataluña. El término municipal, ubicado en la comarca de Osona, tiene una población de 6844 habitantes (INE 2024). Se halla en la falda del Montseny y su término enlaza la plana de Vic y las Guillerías. Está formado por tres núcleos de población claramente diferenciados: la villa de Taradell, el barrio de Mont-rodon y el barrio de la Plana de la Madriguera.

## Información general
Se encuentra en el sector de levante de la Plana de Vich, a los pies del Macizo del Montseny. Limita en el norte con el municipio de Santa Eugenia de Berga, al este con San Julián de Vilatorta y Viladrau, al sur con Seva y en el oeste con Tona y Malla. Su punto más alto es el monte de la Enclusa de 868 m de altitud, aunque el altitud mediana del municipio es de 623 m y el punto más bajo es de 499 m, por donde pasa el río Gurri, en el barrio de Mont-rodon.
Situado a 6 km de Vich, en una pequeña meseta del Macizo del Montseny, está rodeado de bosques de pinos y robles, y goza de un clima más seco que el fondo de la Plana. Su privilegiada ubicación lo ha convertido en un sitio tradicional de veraneo para la gente de Vich que, poco a poco, han ido convirtiendo las segundas residencias que tenían en el pueblo en su residencia principal. Este hecho ha provocado que la población del municipio haya ido creciendo en los últimos años de forma notable. También hay gente de otros lares de Cataluña que han visto en Taradell un sitio ideal para establecer su segunda residencia o casa de veraneo. Han tenido estancia en el pueblo, entre muchos otros, los poetas Carles Riba, Clementina Arderiu y Joan Oliver.
El municipio tiene tres núcleos de población diferenciados: El barrio de Mont-rodon, el barrio de la Plana de la Madriguera y la villa de Taradell que presenta continuidad urbana hasta las urbanizaciones de Goitallops al sud y de La Roca al norte.
Taradell cuenta con un Instituto de Educación Secundaria y tres centros de Educación infantil y de Primaria: las escuelas públicas Les Pinediques y El Gurri,  así como el centro concertado de Sant Genís. La antigua fábrica de Can Costa i Font fue remodelada para convertirlo en un centro cultural que cuenta con la biblioteca Antoni Pladevall i Font, un teatro y salas polivalentes, la emisora Ràdio Taradell y salas de exposiciones siendo así el principal centro de actividad social y cultural del municipio. El consistorio municipal actual está formado por 8 regidores de CiU y 5 de Esquerra Republicana de Catalunya.

## Historia
Fue centro de una baronía que incluía los actuales municipios de Taradell, Viladrau, Santa Eugenia de Berga y Vilalleons (actualmente perteneciente al municipio de San Julián de Vilatorta).

## Demografía
Taradell cuenta con una población de 6844 habitantes (INE 2024).
| Gráfica de evolución demográfica de Taradell entre 1842 y 2021                                                        |
| |
| Población de derecho según los censos de población del INE. Población de hecho según los censos de población del INE. |

| 1900 | 1930 | 1950 | 1970 | 1981 | 1986 | 2006 | 2008 | 2022 |
| ---- | ---- | ---- | ---- | ---- | ---- | ---- | ---- | ---- |
| 1651 | 2192 | 2379 | 3248 | 4114 | 4259 | 5764 | 5985 | 6699 |

## Economía
Población de carácter industrial, antiguamente con industria textil y actualmente con industria variada así como actividades relacionadas con el veraneo.

## Símbolos
- El escudo oficial de Taradell, aprobado el 23 de noviembre de 2012 y publicado el 10 de diciembre del mismo año en el DOGC número 6270, se define por el siguiente blasón:

«Escudo embaldosado cuartelado: primero y cuarto de gules, la cruz, de plata vana y florlisada; segundo y tercero, de plata, tres franjas de azur. Al timbre, corona de barón.»
Se trata de armas arqueológicas de vasallaje. Incorpora las armas de los Vilademany, señores del castillo de Taradell. El escudo se timbra con corona de barón, ya que el castillo de Taradell fue el centro de la baronía de Taradell.
Anteriormente, antes de adaptarse a la nueva reglamentación de la Generalidad de Cataluña sobre los símbolos de los entes locales, el municipio utilizaba un escudo con el siguiente blasón: 
«Escudo cuartelado: primero y cuarto de gules, la cruz, de plata vana y florlisada; segundo y tercero, de plata, tres franjas de azur. Al timbre, corona de señor.»
Blasón publicado en el BOE número 155 de 29 de junio de 1962.

Representación del escudo de Taradell publicado en el BOE núm. 155.
Representación del actual escudo de Taradell.

- Al adoptar el actual escudo, también se adoptó la bandera, que es el que se conoce como una bandera heráldica, incluye en el paño las mismas figuras y esmaltes o colores que tiene el escudo.[5]

## Alcalde de Taradell
- 1979-1986 - Joan Reig i Arumí (Agrupament Democràtic Independents de Taradell)
- 1987-2006 - Josep Mumany i Vila (Convergència i Unió)
- 2007-2019 - Lluís Verdaguer i Vivet (Convergència i Unió)
- 2019-actualidad - Mercè Cabanas i Solà (ERC)

## Monumentos
- El castillo de Taradell o Castillo de Can Boix está documentado desde el año 893. Es un edificio medieval con funciones militares y de defensa. Actualmente se encuentra en un estado de ruina consolidada con una estructura bastante bien conservada. Domina un cerro con unas buenas vistas de gran belleza.

- La parroquia de San Ginés tiene sus orígenes en el año 950, aunque actualmente no queda casi nada de la edificación original. Se reedificó en la época románica y se consagró en 1076. Su campanario de planta y tres pisos data del siglo XVIII y existe una reproducción del mismo en el Pueblo español de Barcelona. La iglesia actual es de estilo barroco neoclásico, obra de los hermanos Morató de Vich. Sus retablos y paramientos interiores fueron destruidos en un incendio fortuito de 1904 y una posterior profanación en 1936.

- La Torre de Don Carles o Torre de la prisión, situada en el centro histórico del pueblo, fue edificada a mediados del siglo XVI (aunque mantiene algunas características medievales) por el barón de Taradell como torre de vigilancia y defensa. Posteriormente sirvió de prisión. Es de planta cuadrada y mide 14,5 m.

## Fiestas. Actividades culturales y deportivas
Tiene mercado semanal los miércoles. Celebra la Feria del Cazador en agosto y la de Santa Lucía el 13 de diciembre. Su Fiesta Mayor es el 25 de agosto dentro de la cual tiene lugar la Fiesta catalogada del bandolero Tocasons y la gran fiesta cervezera conocida por Birracrucis. 
Centro Cultural "Costa i Font" con biblioteca, teatro, emisora de radio y sala de exposiciones.
Activo Centro Excursionista y Sociedad de los Tonis.
Campo de golf.